# Florenville
Florenville (valonă Floravile) este un oraș francofon din regiunea Valonia din Belgia. Orașul se află la 2 km de frontiera cu Luxemburg. Comuna Florenville este formată din localitățile Florenville, Fontenoille, Muno, Sainte-Cécile, Lacuisine, Villers-devant-Orval, Chassepierre, Azy, Laiche și Martué. Suprafața sa totală este de 146,91 km². La 1 ianuarie 2008 comuna avea o populație totală de 5.446 locuitori. 
Pe teritoriul comunei se află Abația Orval faimoasă pentru berea trapistă și brânză ce poartă numele abației.